# Йорінде ван Клінкен
Йорінде ван Клінкен (нід. Jorinde van Klinken; нар. 2 лютого 2000) — нідерландська легкоатлетка, яка спеціалізується у штовханні ядра та метанні диска.

## Основні міжнародні виступи
| Рік  | Змагання                           | Місто             | Місце    | Дисципліна     | Результат | Примітки |
| ---- | ---------------------------------- | ----------------- | -------- | -------------- | --------- | -------- |
| 2016 | Чемпіонат світу серед юніорів      | Бидгощ            | 16 (кв.) | штовхання ядра | 14,31 м   |          |
| 2016 | 10                                 | метання диска     | 49,15 м  |                |           |          |
| 2017 | Чемпіонат Європи серед юніорів     | Гроссето          | 2        | штовхання ядра | 16,89 м   |          |
| 2017 | 6                                  | метання диска     | 51.53 м  |                |           |          |
| 2018 | Чемпіонат світу серед юніорів      | Тампере           | 3        | штовхання ядра | 17,05 м   | [ 1 ]    |
| 2018 | 7                                  | метання диска     | 50,61 м  |                |           |          |
| 2018 | Чемпіонат Європи                   | Берлін            | 20 (кв.) | метання диска  | 54,33 м   |          |
| 2019 | Кубок Європи з метань серед молоді | Шаморін           | 1        | штовхання ядра | 16,38 м   |          |
| 2019 | Кубок Європи з метань серед молоді | Шаморін           | 3        | метання диска  | 55,86 м   |          |
| 2019 | Чемпіонат Європи серед юніорів     | Бурос             | 1        | штовхання ядра | 17,39 м   |          |
| 2019 | Чемпіонат Європи серед юніорів     | Бурос             | 14 (кв.) | метання диска  | 47,67 м   |          |
| 2019 | Чемпіонат світу                    | Доха              | 18 (кв.) | метання диска  | 58,58 м   |          |
| 2021 | Чемпіонат Європи серед молоді      | Таллінн           | 1        | метання диска  | 63,02 м   |          |
| 2021 | Олімпійські ігри                   | Токіо             | 14 (кв.) | метання диска  | 61,15 м   |          |
| 2022 | Чемпіонат світу                    | Юджин, США        | 16 (кв.) | штовхання ядра | 18,19 м   |          |
| 2022 | Чемпіонат світу                    | Юджин, США        | 4        | метання диска  | 64,97 м   |          |
| 2022 | Чемпіонат Європи                   | Мюнхен, Німеччина | 3        | штовхання ядра | 18,94 м   |          |